# Crystallodytes cookei
Crystallodytes cookei är en fiskart som beskrevs av Fowler 1923. Crystallodytes cookei ingår i släktet Crystallodytes och familjen Creediidae. Inga underarter finns listade i Catalogue of Life.